# Райдер, Дадли, 3-й граф Харроуби
Дадли Фрэнсис Стюарт Райдер, 3-й граф Харроуби (англ. Dudley Francis Stuart Ryder, 3rd Earl of Harrowby; 16 января 1831 — 26 марта 1900) — британский пэр и политик. Он носил титул учтивости — виконт Сэндон с 1847 по 1882 год.

## Происхождение и образование
Родился 16 января 1831 года в Брайтоне. Второй сын Дадли Райдера, 2-го графа Харроуби (1798—1882), и леди Фэнсис Стюарт (? — 1859), дочери Джона Стюарта, 1-го маркиза Бьюта (1744—1814).
Он учился в школе Харроу и в колледже Крайст-черч Оксфордского университета, где получил степень бакалавра в 1853 году и степень магистра в 1878 году.
После учёбы виконт Сэндон совершил путешествие по Востоку вместе с Генри Гербертом, 4-м графом Карнарвоном, посетив Сирию и Ливан. По возвращении в Англию он нес службу в гарнизоне в чине капитана 2-го Стаффордширского милицейского полка во время Крымской войны и Сипайского восстания в Индии.

## Политическая карьера

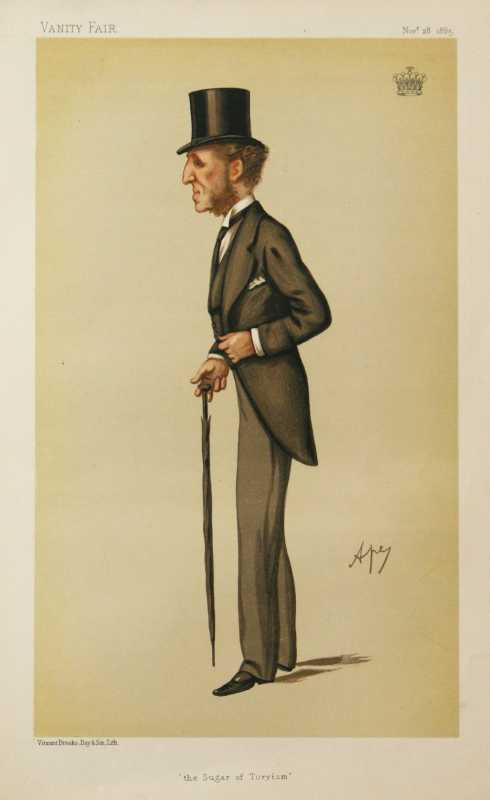
Граф Харроуби в карикатурном исполнении Ape Карло Пеллегрини в 1885 году.

Виконт Сэндон заседал в Палате общин Великобритании от Личфилда (1856—1859) и Ливерпуля (1868—1882). В 1882 году после смерти своего отца Дадли Райдер унаследовал титул графа Харроуби и стал членом Палаты лордов. Работал личным секретарем Генри Лабушера по колониальным вопросам.
Лорд Харроуби был членом избранных комитетов Компании Гудзонова залива (1857) и долины Евфрата (1871—1872) . Занимал должности вице-президента Комитета по образованию (1874—1878) и президента Совета по торговле во втором правительстве Бенджамина Дизраэли (1878—1800). В 1874 году стал членом Тайного совета Великобритании. С 1885 по 1886 год он служил лордом-хранителем печати в правительстве лорда Солсбери.
Помимо своей карьеры в национальной политике, он также был председателем совета графства Стаффордшир и заместителем лейтенанта и мирового судьи этого графства.

## Семья
3 октября 1861 года лорд Харроуби женился на леди Мэри Фрэнсис Сесил (1832 — 27 июля 1917), дочери Браунлоу Сесила, 2-го маркиза Эксетера, и Изабеллы Пойнц (1803—1879). Этот брак был бездетным.
Лорд Харроуби скончался в Сэндон-холле, графство Стаффордшир, 26 марта 1900 года, и ему наследовал его младший брат Генри Райдер. Леди Харроуби умерла в июле 1917 года.